# Sweet Heart
Singles de Globe
Sa Yo Na Ra
(1998) Perfume of Love
(1998)
Sweet Heart (titré en minuscules : sweet heart) est le 15e single du groupe Globe.

## Présentation
Le single, coécrit, composé et produit par Tetsuya Komuro, sort le 30 septembre 1998 au Japon sur le label Avex Globe de la compagnie Avex, au format mini-CD single de 8 cm de diamètre (alors la norme pour les singles dans ce pays), une semaine seulement après le précédent single du groupe, Sa Yo Na Ra. 
C'est le troisième d'une série de quatre singles qui sortent en l'espace d'un mois dans le cadre d'une opération intitulée Brand New Globe 4 Singles ; il sera suivi de Perfume of Love.
Comme les deux précédents, le single atteint la première place du classement des ventes de l'Oricon, et reste classé pendant neuf semaines. Il se vend à près de 400 000 exemplaires, ce qui en fait le single le moins vendu de la série de quatre. 
La chanson-titre du single a été utilisée comme thème musical pour une publicité pour la compagnie Ford ; sa version instrumentale figure aussi sur le single, ainsi qu'une version remixée ("LA Intensive Remix"). Son clip vidéo fait partie d'une série de clips du groupe inspirés de cauchemars, celui-ci de son musicien Tetsuya Komuro.
La chanson figurera dans une version remaniée et rallongée ("album version") sur le quatrième album du groupe, Relation, qui sortira deux mois plus tard, ainsi que par la suite sur ses compilations Cruise Record de 1999, Globe Decade de 2005, Complete Best Vol.1 de 2007, et 15 Years -Best Hit Selection- de 2010. Elle ne figurera sur aucun de ses albums de remix.

## Liste des titres
Les chansons sont écrites, composées et arrangées par Tetsuya Komuro, et sont coécrites par Marc et mixées par Dave Ford.
| CD    | CD                                                 | CD                    | CD    | CD | CD | CD | CD | CD | CD |
| No    | Titre                                              | Description           | Durée |    |    |    |    |    |    |
| ----- | -------------------------------------------------- | --------------------- | ----- | -- | -- | -- | -- | -- | -- |
| 1.    | Sweet Heart (Straight Run) (sweet heart ...)       | Version originale     | 4:50  |    |    |    |    |    |    |
| 2.    | Sweet Heart (LA Intensive Remix) (sweet heart ...) | Version remixée       | 6:42  |    |    |    |    |    |    |
| 3.    | Sweet Heart (Instrumental) (sweet heart ...)       | Version instrumentale | 4:50  |    |    |    |    |    |    |
| 16:22 |                                                    |                       |       |    |    |    |    |    |    |